# Hjälteresan
Hjälteresan, även känd som monomyten eller hjältens äventyr, är ett begrepp i komparativ mytologi för ett mönster som förekommer i många mytologiska berättelser.
Begreppet blev allmänt känt genom Joseph Campbells bok Hjälten med tusen ansikten (första utgåvan på engelska kom ut 1949). Även många moderna berättelser, såsom Hollywoodfilmer, påminner om hjälteresan.
Grunden i hjälteresan är att en huvudperson - hjälten - får en utmaning att uppleva ett äventyr, reser till en främmande verklighet och ställs inför prövningar, för att slutligen återvända till vardagen med en konkret eller abstrakt gåva.

## Momenten i Hjältens resa

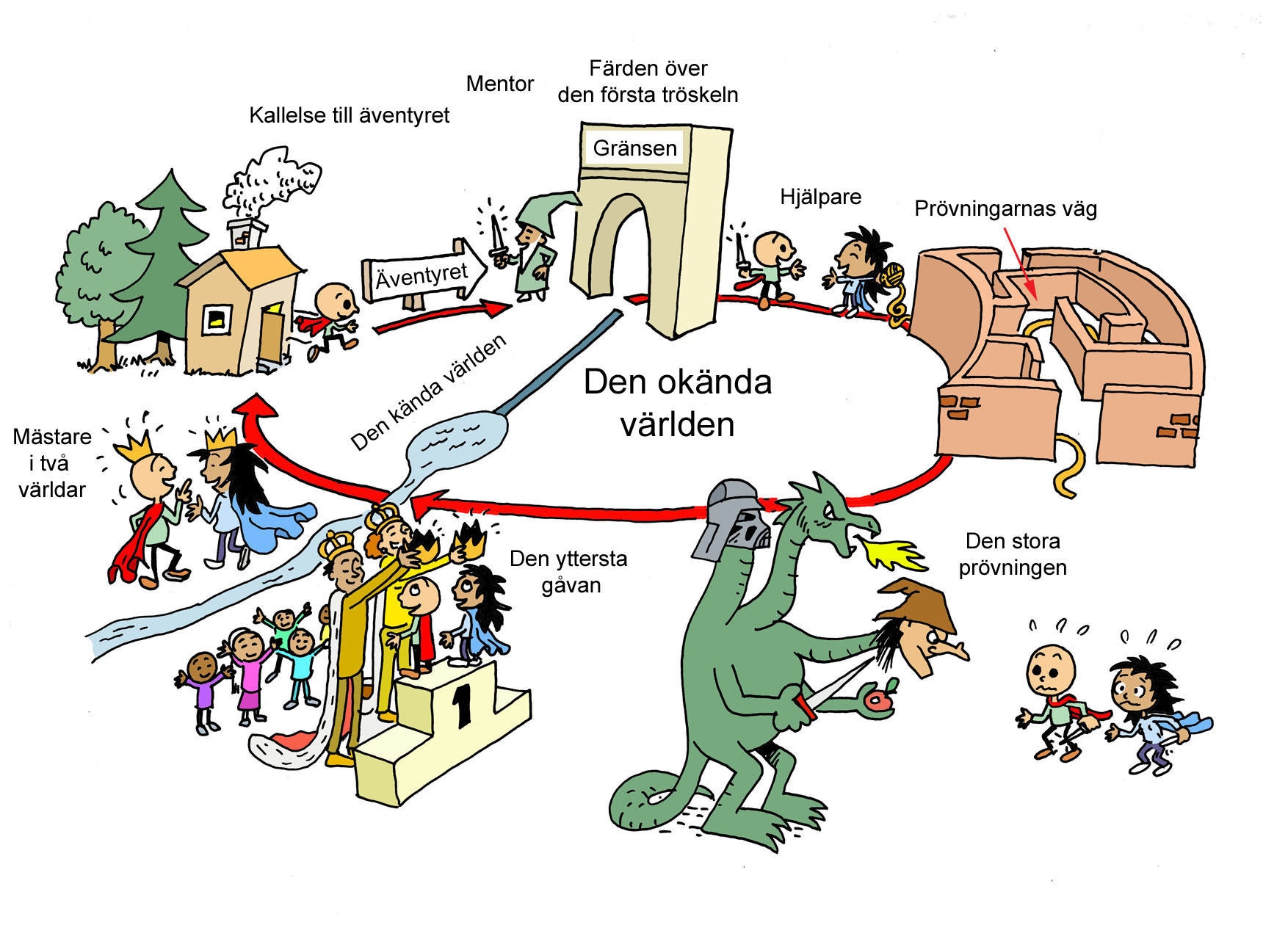
Denna illustration bygger löst på Joseph Campbells hjälteresan.

Enligt innehållsförteckningen i boken "Hjälten med tusen ansikten" finns följande moment:
1. KAPITEL I: Avfärd 
  1. Kallelsen till äventyret
  2. Kallelsen avvisas
  3. Övernaturlig hjälp
  4. Färden över den första tröskeln
  5. I valfiskens buk
2. KAPITEL II: Invigning 
  1. Prövningarnas väg
  2. Mötet med gudinnan
  3. Kvinnan som fresterska
  4. Försoningen med fadern
  5. Upphöjelsen
  6. Den yttersta gåvan
3. KAPITEL III: Återkomst 
  1. Vägran att återvända
  2. Den magiska flykten
  3. Räddningen utifrån
  4. Färden över återkomstens tröskel
  5. Herre över de två världarna
  6. Frihet att leva

## Populärkultur
Star Wars-filmserien utgör det mest kända exemplet på det direkta inflytandet för hjälteresan inom populärkulturen. När George Lucas skrev på filmmanuset till Stjärnornas krig mellan ca 1973-76, så beskriver han själv att det lossnade först när han studerade Joseph Campbells bok, Hjälten med tusen ansikten, som innehåller Hjälteresan.
| ”               | Boken (Hjälten med tusen ansikten) tog tag i mitt filmmanus på 500 sidor och sa: Här är historien, här är början, här är slutet, här är fokus. Allting fanns redan på plats och hade funnits där i tusentals år. Det är fullt möjligt att om jag inte hade träffat på Joes bok skulle jag fortfarande sitta och skriva på Star Wars i dag. | „ |
| – George Lucas. | |   |